# Конституційна партія (США)
Конституційна партія США (англ. The Constitution Party) — політична партія США. Заснована Говардом Філліпсом в 1991 році, до 1999 року мала назву Партія платників податків США. Лідер партії — Джим Клаймер.
Дотримується правих поглядів, заснованих на ідеології «палеоконсерватизму» — консервативних ідей батьків-засновників Америки, нормах Конституції і релігійних принципах Біблії. У питаннях економіки близькі до республіканців і лібертаріанців, при цьому виступають за ряд обмежень прав громадян:
- проти абортів і евтаназії;
- проти одностатевих шлюбів;
- за мораторій легальної імміграції та введення суворих заходів проти нелегальної;
- за відсторонення Конгресу США від питань освіти та охорони здоров'я;
- за безперешкодне носіння вогнепальної зброї;
- за економічну і політичну ізоляцію США, вихід з міжнародних договорів, в тому числі угод організацій НАФТА, ГАТТ і СОТ.

У партії на 2008 438 тис. членів, в основному це мешканці Каліфорнії.